# Euro Space Center

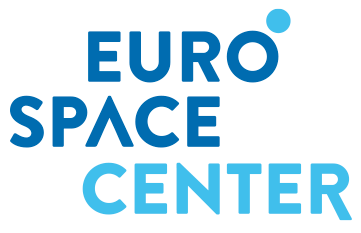

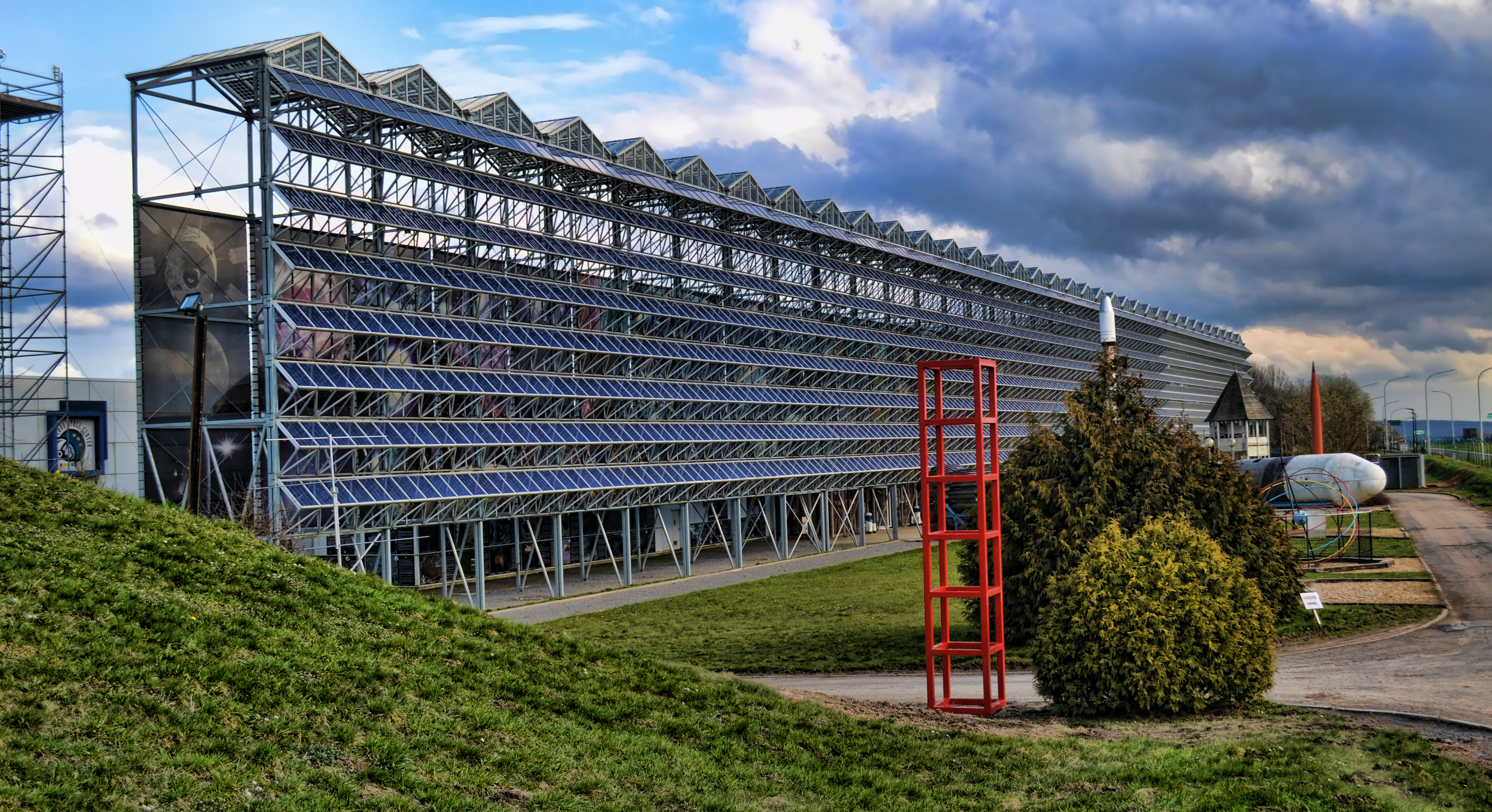
Het Euro Space Center in Redu

Het Euro Space Center werd ingehuldigd in 1991, in Redu (België). Het centrum is gebouwd naar het model van de US Space Camp te Huntsville, Alabama, Verenigde Staten en werkt met dezelfde geavanceerde apparatuur en software als de echte astronautenopleiding in het Marshall Space Flight Center, dat eveneens in Huntsville gelegen is. 
Ondertussen is ook de Euro Space Society opgericht, die onder het voorzitterschap van astronaut Burggraaf Dirk Frimout staat. Het genootschap heeft als doel een breed publiek (en voornamelijk jongeren) te interesseren voor ruimtevaartwetenschap en -technologie.